# Lepidofimbria oculata
Lepidofimbria oculata är en ringmaskart som beskrevs av Hartman 1967. Lepidofimbria oculata ingår i släktet Lepidofimbria och familjen Polynoidae. Inga underarter finns listade i Catalogue of Life.